# Dorisk (toneart)
 For alternative betydninger, se Dorisk. (Se også artikler, som begynder med Dorisk)
Den doriske toneart eller doriske skala er en af kirketonearterne. Tager man D som grundtone og spiller man udelukkende på de hvide tangenter, har man en Dorisk skala (= ren mol-skala med forhøjet 6.trin. dvs. at der er en hel tone imellem femte og sjette trin, i stedet for en halv som i en æolisk skala)
Den er kendt fra mange salmemelodier og visse folkesange.
Den doriske skala er en af de hyppigst brugte i modal musik.